# Cukujomi
Cukujomi no mikoto (Tsukuyomi no mikoto) vagy más néven Cukijomi no mikoto (Tsukiyomi no mikoto) a sintó és a japán mitológia holdistene. Nevében a „no mikoto” egy megtisztelő utótag, jelentése „a nagyságos” vagy „a magasztos”. A cukijomi szó régi japán szavakból áll: a cuki (月, „hónap, hold”) és a jomi (読み, „olvasás, számolás”) szavakból.

## A mitológiában
Ellentétben az ókori görög és római mitológiával, Japánban a holdisten neme férfi. Ezt pedig a legkorábbi forrásokból, a Kodzsikiből és a Manjósúból tudhatjuk, ahol Cukijomi neve mellett gyakran használják az otoko (fiú) utótagot.
Cukijomi a másodikként született a  „Három nemes gyermek” közül, mikor apja, Izanagi, aki a földet, Onogoro simát teremtette, megmosdott egy fürdőben, hogy megtisztítsa magát a bűnöktől, melyek alvilági útja során beszennyezték. Ekkor született meg Cukijomi, mikor éppen jobb szemét mosta ki. Testvérei Amateraszu Ómikami, a napistennő és Szuszanoo no mikoto, a tengerek és viharok istene is ekkor születtek, Amateraszu akkor, mikor bal szemét mosta ki, Szuszanoo pedig mikor az orrát.
Majd később miután Cukijomi megmászta a mennyekbe vezető létrát, már Takamagaharaként ismerhetjük.
Eztán testvérével, Amateraszu Ómikamival élt együtt a mennyekben.
Azonban egyszer a mítosz szerint, Cukijomi magára haragította Amateraszut, mert megölte Ukemocsit, az ételek istenségét.
A történet szerint Amateraszu elküldte Cukijomit hogy képviselje őt egy lakomán, amit Ukemocsi rendezett. Majd hogy bemutassa tudományát, Ukemocsi hozzá is látott vendége előtt elkészíteni az ételeket. Először a tenger felé fordult, majd hirtelen kiköpött egy nagyon ízletesnek tűnő halat. Aztán az erdő felé fordult, mire ízletes vadpecsenye jött ki ismét a száján. Végül a rizsföldek felé fordult, és kiköhögött még pár rizsgombócot is. Ettől Cukijomi nagyon elundorodott, hisz bár az ételek mindegyike nagyon ízletesnek nézett ki, elkészítésük módja eléggé gusztustalan volt, és így támadt haragjában, hogy vendéglátója nem készítette neki tisztességgel az ételt, Cukijomi megölte Ukemocsit.
Ám ezt hamarosan megtudta Amateraszu, és olyan dühös lett, hogy soha többé nem akarta látni Cukijomit. Így örökre az égbolt másik felére költözött. Ez az oka annak, hogy a nappal és az éjszaka elkülönül egymástól.

## A médiában
A népszerű sónen mangában, a Narutóban is feltűnik, mint az Ucsiha klán egyik legerősebb szemtechnikája, melyet használva, az áldozatot egy olyan illúzió világba zárhatja, amelynek minden atribútumát a technika használója szabja meg. Tehát például míg a teremtett világban három-négy nap telik el, a valós világban csak pár másodperc. És habár a technikával fizikai sérülést nem lehet okozni, lélektanit annál inkább.
Feltűnik:
A Kamigami no Aszobi című animében
A Tsukimichi: Moonlit Fantasy nevezetű japán fantasy könnyű regénysoroztában
Az Oshi no ko című animében